# Francesco degli Atti
Francesco degli Atti (ur. ? w Todi, zm. 25 sierpnia 1361 w Sorgues) – włoski biskup i kardynał Kościoła katolickiego, biskup Florencji.

## Życiorys
Francesco degli Atti został mianowany biskupem Korfu w 1348 roku, jeszcze tego samego roku został przeniesiony do Chiusi. Pięć lat później został biskupem Monte Cassino, a w 1355 roku Florencji.
Został mianowany kardynałem przez papieża Innocentego VI 23 grudnia 1356. Regent Penitencjarii od 1353.
Jest pochowany w kościele celestynów w Awinionie.